# 白石文郎
白石 文郎（しらいし ふみお、1958年（昭和33年）8月27日 - ）は、日本の小説家。福岡県福岡市生まれ。

## 経歴・人物
父は直木賞作家の白石一郎。双子の兄は父と同じく直木賞作家となった白石一文。福岡県立福岡高等学校、慶應義塾大学経済学部卒業。1995年『寵児』で作家デビュー。

## 作品リスト

### 単行本
- 『寵児』上・中・下 海越出版社、1995年3月。
- 『ぼくは微動だにしないで立ちつくす』幻冬舎、1997年11月。
- 『風街』角川書店、2003年11月。
- 『僕というベクトル』上・下 光文社、2004年12月。